# 我为喜剧狂 (第2季)
《我为喜剧狂》是美国的一部情景喜剧，其第2季于2007年10月4日至2008年5月8日通过全国广播公司在美国播出，一共有15集。与上季一样，本季节目也是由百老汇视频、环球电视公司（又名NBC环球）和里特·斯詹奇（Little Stranger）制作，通过美国地面電視联播网络全国广播公司播出。其播出时段先后经过几次调整，主要演员的数量也增加到了10位，剧情继续围绕全国广播公司的虚构喜剧小品《与崔西·乔丹》展开。
由于受到2007年－2008年美国编剧协会大罢工的影响，本季与上季的21集相比有明显缩减，只有15集，起初是作为全国广播公司的“喜剧夜作对”（Comedy Night Done Right）系列节目的一部分进行播出。本季剧集获得了电视评论员的良好评价，得到多达17项艾美奖提名，创下了新的纪录。节目于2008年10月7日发行了第1区的双碟DVD套装，并在次年发行了第2和第4区的版本。

## 剧情简介
第二季的剧情从全国广播公司电视节目《与崔西·乔丹》首席编剧丽兹·莱蒙和其他一众剧组成员从暑期休息空档回归开始。通用电气副总统杰克·唐纳吉（Jack Donaghy）立刻就遇上了麻烦，因为他计划推出一个名为《宋飞的视野》的节目，为期一个月，其中会插入电视剧《宋飞传》的片断，为此主演该剧的杰瑞·宋飞找上门来了。
第二季与第一季类似，包含有多条剧情线索，例如女演员简娜·玛隆妮（Jenna Maroney，简·科拉克斯基饰）在暑期出演百老汇音乐剧版本的《现代灰姑娘》后患上肥胖症；属保守派的杰克开始与来自佛蒙特州的民主党女国会议员塞莱斯特·康宁汉（Celeste Cunningham，艾迪·法柯饰）发展出恋情；丽兹与男友分手后挣扎着要恢复过来，与一位小自己十多岁的男孩约会后意识到自己害怕怀孕，并决定领养一个孩子；男演员崔西·乔丹（Tracy Jordan，崔西·摩根饰）与夫人安吉婚姻破裂，于是试图挽救，之后还决定要完成自己的大师之作，一款与莫扎特有关的色情电子游戏。
杰克与死对头，另一位副总裁德文·班克斯（Devon Banks，威尔·阿奈特饰）都对通用电气首席执行官一职志在必得，而年势已高的现任总裁唐·盖斯（Don Geiss，雷普·汤恩饰）偏偏在马上要宣布杰克继任自己职位时陷入糖尿病昏迷。德文于是利用这一机遇让唐的女儿凯茜成为，而自己则以她未婚夫的身份掌握实权。

## 制作
与上季一样，本季节目也是由百老汇视频、环球电视公司和里特·斯詹奇制作，通过美国地面電視联播网络全国广播公司播出。节目的执行制片人包括剧集主创人蒂娜·菲，洛恩·迈克尔斯（Lorne Michaels）、乔安·阿尔法诺（Joann Alfano）、马尔西·克莱恩（Marci Klein）和大卫·迈纳（David Miner），还有罗伯特·卡洛克（Robert Carlock）、杰克·布迪特（Jack Burditt）和約翰·瑞吉出任助理执行制片人。本季节目的制片人则包括作曲家杰夫·里士满（Jeff Richmond）、马特·哈伯德（Matt Hubbard）和唐·斯卡迪诺（Don Scardino），还有黛安娜·施密特（Diana Schmidt）、艾琳·伯恩斯（Irene Burns）和马戈·A·迈尔斯（Margo A. Myers）任助理执行制片人。
第二季一共有六位导演，其中唐·斯卡迪诺和迈克尔·英格勒（Michael Engler）执导了多集。另外四位导演都只执导一集，分别是贝丝·麦卡锡（Beth McCarthy）、理查德·谢柏德（Richard Shepard）、凯文·罗德尼·沙利文（Kevin Rodney Sullivan）和盖兒·曼库索（Gail Mancuso）。本季的主要编剧有蒂娜·菲、罗伯特·卡洛克、马特·哈伯德、杰克·布迪特和约翰·瑞吉，他们都有为至少两集节目担任编剧。另外乔恩·波拉克（Jon Pollack）、凯·加农（Kay Cannon）、罗恩·韦纳（Ron Weiner）、塔米·赛格（Tami Sagher）、唐纳德·格洛弗（Donald Glover）和安德鲁·盖斯特（Andrew Guest）都只为一集编剧。
2007年7月，蒂在接受《费城每日新闻》（Philadelphia Daily News）采访时谈到节目的第二季，以及心中设想的几点变更：
我真有点希望能够生活在我们所创角色的世界里。去年我们有许多非常棒的明星客串出演，但我也感觉在已有的角色中还大有潜力可挖。我还希望给节目留下一点想像的空间，让观众可以跟上节目的发展。我感觉去年的节目有些过于密集，从某种程度上正是这样的密度让《发展受阻》如此成功，但我觉得节目要是内容少一点，可以有助于帮助新观众理解和接受。
本季节目受到了2007年－2008年美国编剧协会大罢工的影响，这次罢工于2007年11月5日开始，2008年2月12日结束。蒂娜·菲和罗伯特·卡洛克公开表示支持罢工，并且不会要求其他编剧继续工作。结果原定为22集的本季不得不缩短为15集。

## 演员

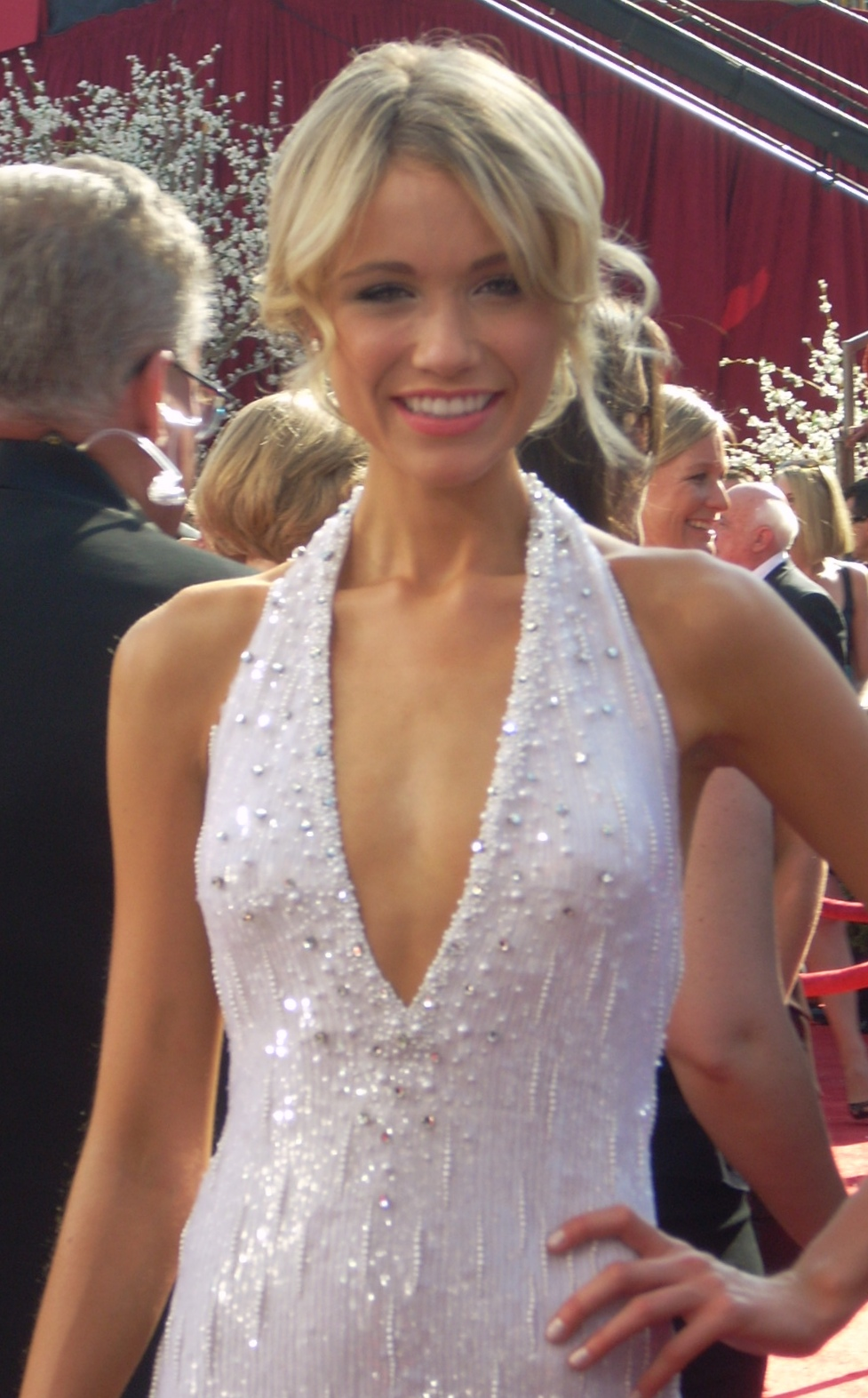
在第一季中客串出演施乐·泽洛克斯一角的卡特里娜·宝登在本季成为主要演员。

第二季一共有十位主要演员。蒂娜·菲扮演丽兹·莱蒙，全国广播公司虚构喜剧小品《与崔西·乔丹》（通常简称）的首席编剧。这个节目中共有三位演员，男主角是半吊子的电影明星崔西·乔丹，由崔西·摩根饰演。简·科拉克斯基（Jane Krakowski）出演女演员简娜·玛隆妮，她非常渴望能够出名，经常为自己受到的待遇不如崔西而抱怨，还有一位是乔什·吉拉德（Josh Girard），由朗尼·罗斯（Lonny Ross）诠释，性格调皮的他还是节目组的一位编剧。杰克·麦克布瑞尔（Jack McBrayer）扮演了电视台那个天真的杂工肯尼斯·帕塞尔（Kenneth Parcell）。斯科特·安第斯（Scott Adsit）饰演了节目机智而聪明的制片人皮特·霍恩伯格（Pete Hornberger）。贾达·弗雷德兰德（Judah Friedlander）出演节目组的其中一位编剧编剧弗兰克·罗斯塔诺（Frank Rossitano），经常戴着一个卡车司机的帽子。亚历克·鲍德温诠释通用电气副总裁，全国广播公司执行高管杰克·唐纳吉，他在本季中大部分时间里的正式头衔全称为“东岸电视和微波炉编程主管”。凯斯·鲍威尔（Keith Powell）扮演编剧图弗·斯帕洛克（Toofer Spurlock），他还是位哈佛大学校友。卡特里娜·宝登饰演众编剧的助理施乐·泽洛克斯（Cerie Xerox）。此外本季中还有几位上季出现过的老角色，包括出演乔纳森（Jonathan）一角的马里克·潘考利（Maulik Pancholy），诠释格里兹·格里斯伍德（Grizz Griswold）的格里兹·查普曼（Grizz Chapman），扮演达特·康·斯莱特里（Dot Com Slattery）的凯文·布朗（Kevin Brown），饰演··卢兹的约翰·卢兹（John Lutz）和扮演里奥·斯派西曼医生（Dr. Leo Spaceman）的克里斯·帕内尔（Chris Parnell）等。

## 反响

### 专业评价
《我为喜剧狂》的第二季获得了电视评论员非常正面的评价，《娱乐周刊》的吉莉安·弗林（Gillian Flynn）称赞这是2007至2008年电视季度中最优秀的节目。网站的罗伯特·坎宁（Robert Canning）表示这是“聪明、风趣且极具娱乐性”的一季，并称赞了多位客串出演过本季的演员。对于其中的主要演员，坎宁认为“所有的主角看起来都在这一季中提升了表演档次”，特别是蒂娜·菲扮演的丽兹·莱蒙，他称赞这是“本剧的核心”。坎宁最终给本季的评分为8.9（最高为10）。的约翰·库比西克（John Kubicek）觉得《我为喜剧狂》已经“从过去的失误中学到教训，现在知道了节目中应该要有什么，不应该有什么。”他称赞了主要演员，并且认为配角表现也有了明显改善。库比西克喜欢崔西和肯尼斯的搭配，以及简娜的次要剧情部分，他之前曾认为后者是第一季中表现最差的一环。《苏格兰人报》的阿利斯泰尔·哈克尼斯（Alistair Harkness）形容这一季“爆笑而荒谬”，并称“每一个人物的性格都很前卫，从一定程度上来说除了《宋飞传》的鼎盛时期外，这样的情况还是首次再现”。哈克尼斯称赞节目编剧表现犀利，里面的笑话都很优秀，“包含大量值得引用的对白”，并且“真正令人振奋的是，这部喜剧是由其主要演员支撑起来的”。影音俱樂部上对本季超过一半的剧集给出了最高的级评分。

### 收视率
本季的第一集《宋飞的视野》在美国首播时吸引了约733万观众，在晚上20点30分时段的所有节目中名列第三位。2007年12月13日，《鲁达圣诞节》于晚上21点播出，有560万观众收看。2008年1月10日，《第210集》回归晚上20点30分播出，吸引了约600万观众。2007年4月24日起，节目改在晚上21点30分播出，排在《办公室》之后。这晚播映的《继任》有552万观众收看，一星期后播出的《三明治节》只吸引了540万观众，是本季收视人数最少的一集。最后一集《库特》于2008年5月8日播映，有560万观众收看。如果不计算重播的收视情况，整个第二季平均每集吸引了640万观众。

### 奖项
蒂娜·菲因扮演丽兹·莱蒙而获金球奖最佳电视剧女主角奖（音乐剧/喜剧类）。菲和亚历克·鲍德温分别获得了美國演員工會獎的喜剧剧集类杰出女演员奖和喜剧剧集类杰出男演员奖。这一季还获得了美国编剧工会奖最佳喜剧剧集奖和美国制片人协会的喜剧剧集类丹尼·托马斯年度制片人奖。《我为喜剧狂》的第二季获得了17届艾美奖提名，是这年获提名数第二多的，刷新了喜剧剧集在一年中获艾美奖提名数量的纪录。该纪录原本是由《拉里·桑德斯秀》（The Larry Sanders Show）保持，节目于1996年获得了16项艾美奖提名。《我为喜剧狂》第二季还赢得了电视评论家协会的喜剧杰出成就奖，另有一座皮博迪獎，颁奖委员会在评价中称：“无论是真是假，准确还是夸大，经验之谈或是纯粹瞎掰，《我为喜剧狂》都是一部与其假装在制作的电视节目相比更加风趣的作品”。

## 剧集
《我为喜剧狂》的第二季播出时间有过两次调整。十五集均在星期四首播，其中前八集于北美东部时区晚上20点30分播出，第九集于EST晚上21点播出，第十到十二集又恢复到晚上20点30分播出，最后三集于）晚上21点30分播出。
| 剧集总集数 | 本季集数 | 片名           | 导演               | 编剧                         | 美国观众数（百万） | 首播日期       | 制作代码 |
| --- | -------- | -------------- | ------------------ | ---------------------------- | ------------------ | -------------- | -------- |
| 22 | 1        | 宋飞的视野     | 唐·斯卡迪诺        | 蒂娜·菲                      | 7.3                | 2007年10月4日  | 201      |
| 2007年秋，全国广播公司喜剧小品《与崔西·乔丹》准备给最新一季做开场。首席编剧丽兹·莱蒙与男友弗洛伊德·德巴伯分手后也希望给出一个合适的了结，副总裁杰克·唐纳吉计划推出一个名叫《宋飞的视野》的节目，为期一个月。女演员简娜·玛隆妮在暑期患上了肥胖症，因此急需减肥。电视台杂工跟班肯尼期·帕塞尔成了男演员崔西·乔丹的“办公室老婆”，丽兹的小助理施尔施乐·泽洛克斯在给自己的婚礼作准备。 |          |                |                    |                              |                    |                |          |
| 23 | 2        | 杰克入局       | 迈克尔·英格勒      | 罗伯特·卡洛克                | 6.6                | 2007年10月11日 | 202      |
| 通用电气常驻洛杉矶，主要负责美国西海岸业务的副总裁德文·班克斯发现自己在公司首席执行官一职的竞争对手杰克·唐纳吉不久前有一次心脏病发，于是决定利用这一点来在竞争中胜出。全国广播公司电视节目《TGS与崔西·乔丹》的头号明星崔西·乔丹仍然在试图与已经分居的太太安吉·乔丹合好；女演员简娜·玛隆妮开始发现自己变得肥胖也有好的一面。                                                      |          |                |                    |                              |                    |                |          |
| 24 | 3        | 收藏           | 唐·斯卡迪诺        | 马特·哈伯德                  | 6.2                | 2007年10月18日 | 203      |
| 杰克·唐纳吉聘请了一位私家侦探莱尼·沃斯尼阿克对自己的过去进行调查；丽兹·莱蒙应崔西·乔丹已经分居的妻子安吉要求对崔西进行监视；电视台杂工跟班肯尼斯·帕塞尔需要“帮助”女演员简娜·玛隆妮增肥，方法是侮辱她。 |          |                |                    |                              |                    |                |          |
| 25 | 4        | 罗丝玛丽的婴儿 | 迈克尔·英格勒      | 杰克·布迪特                  | 6.5                | 2007年10月25日 | 204      |
| 丽兹·莱蒙（Liz Lemon，蒂娜·菲饰）遇到了自己儿时的偶像，喜剧作家罗丝玛丽·霍华德，但却发现对方已经疯了；男演员崔西·乔丹因家庭问题而开始接受心理治疗；女演员简娜·玛隆妮想要替换电视台杂工跟班肯尼斯·帕塞尔被烧焦的制服，以免他遭到解雇。 |          |                |                    |                              |                    |                |          |
| 26 | 5        | 格伦佐         | 唐·斯卡迪诺        | 乔恩·波拉克                  | 6.6                | 2007年11月8日  | 205      |
| 杰克·唐纳吉请来一位名叫杰拉德的男演员扮演格伦佐，这是“美国首位不会评判他人，对商务活动态度友好的环保倡导者”。但后者的表演却很快演变成一场灾难。全国广播公司杂工跟班肯尼斯·帕塞尔决定举办一场聚会，但首席编剧丽兹·莱蒙知道没有人会出席，于是和男演员崔西·乔丹决定一起“想办法”让这次聚会成功。女演员简娜·玛隆妮和丽兹都怀疑制片人皮特·霍恩伯格有外遇。                             |          |                |                    |                              |                    |                |          |
| 27 | 6        | 有人爱         | 贝丝·麦卡锡        | 蒂娜·菲和凯·加农             | 5.8                | 2007年11月15日 | 206      |
| 杰克·唐纳吉首次与民主党联邦众议员塞莱斯特·“C·C·”康宁汉见面并发展出恋情；首席编剧丽兹·莱蒙认为自己的新邻居拉希姆·哈达德是一个恐怖分子；电视台杂工跟班肯尼斯·帕塞尔意外弄丢了杰克的一条长裤。 |          |                |                    |                              |                    |                |          |
| 28 | 7        | 美洲狮         | 迈克尔·英格勒      | 約翰·瑞吉                    | 6.4                | 2007年11月29日 | 207      |
| 丽兹·莱蒙开始与一位名叫杰米，年仅22岁的咖啡送货男约会，两人年龄相差17岁，但这次约会倒并不糟糕。可是当丽兹见到杰米的母亲后，情况尴尬了。简娜·玛隆妮也给自己找了个年纪较小的男友。剧组编剧弗兰克·罗斯塔诺也迷上了杰米。同时杰克·唐纳吉还在帮男演员崔西·乔丹执掌一支少年棒球联盟队伍。                                                                                              |          |                |                    |                              |                    |                |          |
| 29 | 8        | 秘密与谎言     | 迈克尔·英格勒      | 罗恩·韦纳                    | 5.8                | 2007年12月6日  | 208      |
| 民主党联邦众议员塞莱斯特·“C·C·”康宁汉希望公开与杰克·唐纳吉的恋情；女演员简娜·玛隆妮认为首席编剧丽兹·莱蒙让男演员崔西·乔丹拥有想干啥就干啥的特权，并因此而很生气；节目剧的两位编剧弗兰克·罗斯塔诺和詹姆斯·“图弗”·斯帕洛克为了一件哈佛大学球衣发生争执。 |          |                |                    |                              |                    |                |          |
| 30 | 9        | 鲁达圣诞节     | 唐·斯卡迪诺        | 塔米·赛格                    | 5.6                | 2007年12月13日 | 209      |
| 丽兹·莱蒙的家人都趁假期来纽约看她，副总裁杰克·唐纳吉的母亲科琳·唐纳吉也在圣诞节期间来看儿子。节目的一众演员和编剧准备参加一年一度的“鲁达圣诞节”聚会。男演员崔西·乔丹被法院命令必须佩戴一个酒精监探装置。 |          |                |                    |                              |                    |                |          |
| 31 | 10       | 第210集        | 理查德·谢柏德      | 罗伯特·卡洛克和唐纳德·格洛弗 | 6.0                | 2008年1月10日  | 210      |
| 丽兹·莱蒙决定接受杰克·唐纳吉的建议投资房地产；杰克·唐纳吉参与了一场收购一家德国有线电视网络的谈判，但也需要在自己的工作和女朋友之间作出选择；男演员崔西·乔丹买了台咖啡机，结果导致杂工跟班肯尼斯·帕塞尔喝咖啡成瘾。 |          |                |                    |                              |                    |                |          |
| 32 | 11       | 辣妈岛         | 凯文·罗德尼·沙利文 | 蒂娜·菲 马特·哈伯德          | 5.7                | 2008年4月10日  | 212      |
| 杰克·唐纳吉创办了一个大受欢迎的真人实境秀《辣妈岛》，即将播出当季节目的最后一期。有人向《纽约时报》的一位记者透露杰克是个“头号白痴”，声称要他来“吃我的大便”。《与崔西·乔丹》的一众编剧们怀疑彼此中有人向记者说了上面的话并发生了争执。 |          |                |                    |                              |                    |                |          |
| 33 | 12       | 地铁英雄       | 唐·斯卡迪诺        | 杰克·布迪特和罗伯特·卡洛克   | 6.4                | 2008年4月17日  | 211      |
| 丽兹·莱蒙的前男友丹尼斯·达菲因为在捷運車站挽救了一个人的性命而成为当地的一位名人。通用电气副总裁杰克·唐纳吉需要给共和党寻找一位合适的代言人，几经周折后，他打算找崔西·乔丹来做这份差使。电视台杂工跟班肯尼斯·帕塞尔见到了自己的偶像之一巴基·布莱特，两人还成了朋友。 |          |                |                    |                              |                    |                |          |
| 34 | 13       | 继任           | 盖兒·曼库索        | 安德鲁·盖斯特和约翰·瑞吉     | 5.5                | 2008年4月24日  | 213      |
| 杰克·唐纳吉和德文·班克斯对首席执行官一职的争夺终于有望分出胜负；丽兹·莱蒙准备接替杰克的副总裁职位，负责东岸电视和微波炉编程部门。男演员崔西·乔丹有意恶搞《阿瑪迪斯》，打算和剧组编剧弗兰克·罗斯塔诺一起制作一部色情电子游戏，崔西自己扮演沃尔夫冈·阿马德乌斯·莫扎特，弗兰克则扮演安东尼奥·萨列里。                                                                               |          |                |                    |                              |                    |                |          |
| 35 | 14       | 三明治节       | 唐·斯卡迪诺        | 罗伯特·卡洛克和杰克·布迪特   | 5.4                | 2008年5月1日   | 214      |
| 《与崔西·乔丹》的工作人员迎来了一年一度的“三明治节”，首席编剧丽兹·莱蒙因自己的三明治被人吃了而大为光火，崔西·乔丹、简娜·玛隆妮和一众编剧于是只好和一群卡车司机展开喝酒比赛，试图给顶头上司赢回一个三明治。丽兹接到前男友弗洛伊德的电话，对方提出想在她家过夜。失去副总裁职位的杰克·唐纳吉心中无法平静，开始重新考虑是否还要继续呆在通用电气公司工作。                            |          |                |                    |                              |                    |                |          |
| 36 | 15       | 库特           | 唐·斯卡迪诺        | 蒂娜·菲                      | 5.6                | 2008年5月8日   | 215      |
| 杰克·唐纳吉对自己在政界的新工作很不满意，于是一心想要找麻烦令自己被解雇，丽兹·莱蒙对怀孕感到害怕，并决定要领养一个孩子；崔西·乔丹试图制作一款成人电子游戏，肯尼斯·帕塞尔一心希望能够成为全国广播公司转播北京奥运会的杂工跟班，只是杂工领班一心要找碴让他去不了。 |          |                |                    |                              |                    |                |          |

## DVD发行
| 1区           | 2区           | 4区          | 碟数 | 花絮 |
| ------------- | ------------- | ------------ | ---- | --- |
| 2008年10月7日 | 2009年5月25日 | 2009年1月8日 | 3    | 评论音轨，剪余片断，删除镜头，《库特》一集的剧本阅读，剧院现场演出的《我为喜剧狂》，以幕后镜头方式展现的一期由蒂娜·菲主持的《周六夜现场》，还有电视艺术与科学学院特别节目：《我为喜剧狂》之夜。 |